# Rivera (Huila)
Pour les articles homonymes, voir Rivera.
Rivera est une municipalité située dans le département de Huila, en Colombie.